# Alexandre Paternotte de la Vaillée
Alexandre Paternotte de la Vaillée (* 6. Mai 1923 in Bern; † 2. Dezember 2014 in Brüssel) war ein belgischer Botschafter.

## Leben
Alexandre Paternotte de la Vaillée war der Sohn Anna Crugers und des Legationssekretärs Alexandre Paternotte de la Vaillée (* 13. August 1888 in Arquennes, Hainaut). 1929 begleitete er seine Eltern nach Casablanca, anschließend nach Rom und 1932 nach Teheran. 1936 zog die Familie nach Warschau, wo sein Vater belgischer Gesandter war. Nach dem Überfall auf Polen der Wehrmacht ging die Familie nach Ankara, wo sein Vater als Gesandter war. 1943 wurde Alexandre Paternotte de la Vaillée zum Studium der Rechtswissenschaft auf einer von Jesuiten geleiteten Schule in Beirut angenommen. 1944 wurde er in Kairo in die belgischen Streitkräfte aufgenommen. Im August 1944 landete sein Schwadron in Arromanches-les-Bains, im September zogen sie in Brüssel ein. Anschließend zogen sie nach Holland und Deutschland.
Am 8. Mai 1945 war Alexandre Paternotte de la Vaillée auf Urlaub in London. 1945 wurde er aus der Armee entlassen, heiratete und trat 1946 in den auswärtigen Dienst ein. Von 1946 bis 1949 war er als Attaché in Washington, während sein Vater Gesandter in Ottawa war. Von 1949 bis 1952 war er im Außenministerium in Brüssel beschäftigt. Von 1952 bis 1958 war er Kultur-Attaché in Paris. Von 1957 bis 1962 arbeitete er in Brasilien. Von 1962 bis 1966 war er im Außenministerium in Brüssel für Wissenschaftspolitik zuständig. Von 1970 bis 1975 war er erneut in Brasilien akkreditiert. Von 1975 bis 1979 war er mit der Begleitung des euro-arabischen Dialogs beauftragt.
Er starb am 2. Dezember 2014 im Alter von 91 Jahren in Brüssel.

## Veröffentlichungen
- Plumes noires, plumes blanches, Mémoires d’Ambassadeur Alexandre Paternotte